# 艾里斑

艾里斑随圆孔直径的变化3D图

艾里斑随圆孔直径的变化2D图

艾里斑是点光源通过理想透镜成像时，由于繞射而在焦点处形成的光斑。中央是明亮的圆斑，周围有一组较弱的明暗相间的同心环状条纹，把其中以第一暗环为界限的中央亮斑称作艾里斑。这个光斑的大小可以用下面的公式来估计：
{\displaystyle \sin \theta \approx 1.22{\frac {\lambda }{d}}}
艾里斑是以英国皇家天文学家乔治·比德尔·艾里的名字命名的。因为他在1835年的论文中第一次给出了这个现象的理论解释。